# Римські ігри
Римські ігри (лат. Ludi Romani), також Великі ігри (лат. Ludi Magni) — найстаріші свята римської культури. Святкувалися з 366 до н. е. щорічно з 4 по 19 вересня на честь Юпітера.